# 雪梨大學商學院
雪梨大學商學院（英語：The University of Sydney Business School）是雪梨大學旗下的商學院。該學院成立於2011年，前身為經濟與商業系（Faculty of Economics and Business），是由1920年成立的經濟學系（Faculty of Economics）發展而來的。雪梨大學商學院是澳洲第一所獲得國際商管學院促進協會（AACSB）和歐洲品質改善系統（EQUIS）認證的院校。其後獲得工商管理碩士協會（AMBA）的認證，因此加入了享譽全球的商學院三重認證俱樂部，成為世界頂尖前1%的商學院。該商學院也是澳洲唯一獲選成為全球管理教育聯盟（CEMS）成員的商學院。

## 沿革
1920年成立的經濟學系最初於1914年開始提供經濟學學士學位，後於1925年開始提供經濟學碩士學位。1985年，該學系開設了第二個本科和研究生學位課程，分別是經濟與社會科學學士學位和經濟與社會科學碩士學位。1993年推出了其第三個本科學位課程，即商業學士學位。隨後是1994年的國際研究碩士、1995年的商業碩士和1999年的國際商務碩士。
2007年，雪梨大學決定將經濟與商業學院的部分科系轉移到文學系（Faculty of Arts）。2008年，政府與國際關係和政治經濟學專業被轉移到文學系。2011年，經濟學專業、國際安全研究中心和政府研究所也被轉移到文學系，該學院重組後更名為文學和社會科學學系（Faculty of Arts and Social Sciences）。經濟與商業學院的其餘專業則組成了雪梨大學商學院。

## 研究領域
- 會計學 （页面存档备份，存于）
- 商業分析 （页面存档备份，存于）
- 商務資訊系統 （页面存档备份，存于）
- 商事法 （页面存档备份，存于）
- 金融學 （页面存档备份，存于）
- 國際商務 （页面存档备份，存于）
- 行銷學 （页面存档备份，存于）
- 工作和組織學 （页面存档备份，存于）

## 學術排名
雪梨大學商學院的工商管理碩士（MBA）在2017和2019年兩年一度的《澳洲金融評論》BOSS雜誌的MBA排名中名列澳洲第一。在相同的排名中，高階工商管理碩士（EMBA）在2013年、2015年和2019年排名澳洲第一，另其國際貿易(International Business)在2024年亦排名澳洲第一，全球第21名。在2018年的QS世界大學科目排名中，雪梨大學在會計和金融名列全球前20名、商業和管理名列全球前40名，同時在2017年、2018年和2020年的QS畢業生就業能力排名位列世界第四、澳洲第一。《經濟學人》和《金融時報》在2017年將雪梨大學商學院的管理碩士（Master of Management）列為澳洲第一。2017年，《金融時報》將畢業生在管理碩士的職業發展方面排名全球第25、亞太地區第二，《經濟學人》則將該課程排名全球第35、亞太地區第三。

## 專業認證
- 商學院擁有AACSB、AMBA和EQUIS（商學院三重認證）的認證。[8]
- 會計學專業獲得澳洲會計師公會（CPA Australia）以及澳洲和紐西蘭特許會計師公會（英语：Chartered Accountants Australia and New Zealand）（CAANZ）的認證。
- 勞資關係和人力資源管理專業獲得澳洲人力資源研究所（AHRI）的認證。
- 商業信息系統專業的擴展專業獲得澳洲計算機學會（英语：Australian Computer Society）（ACS）的認證。
- 市場營銷碩士學位課程獲得澳洲市場營銷學院（英语：Australian Marketing Institute）（AMI）的認證。
- 商業學士學位（金融專業）是特許金融分析師協會（CFA Institute）的合作夥伴。[9]

## 著名校友
- 夏仙義·亞諾什·卡羅伊－美國經濟學家、諾貝爾經濟學獎得主
- 安東尼·艾班尼斯－澳洲工黨籍政治家、現任澳洲總理
- 東尼·艾伯特－澳洲自由黨籍政治家、前澳洲總理
- 馬克·萊瑟姆－前澳洲工黨黨魁、單一民族黨新南威爾斯州黨魁、新南威爾斯上議會議員
- 克里斯·鮑文－澳洲工黨籍政治家、前澳洲工黨代理黨魁、前澳洲財政部長
- 黃有光－澳洲經濟學家、澳洲社會科學院院士
- 格倫·史蒂文斯（英语：Glenn Stevens）－澳洲經濟學家、前澳洲儲備銀行行長（2006–2016年）
- 羅傑·戴維斯－昆士蘭銀行（英语：Bank of Queensland）董事長
- 特雷弗·史旺（英语：Trevor Swan）－澳洲經濟學家，提出新古典經濟增長模型
- 麥可·柯比（英语：Michael Kirby (judge)）－澳洲高等法院大法官（1996–2009年）
- 尼克·格雷納（英语：Nick Greiner）－澳洲自由黨籍政治家、第37任新南威爾斯州長
- 莫里斯·葉馬（英语：Morris Iemma）－澳洲工黨籍政治家、第40任新南威爾斯州長
- 多米尼克·普羅特－澳洲自由黨籍政治家、第44任新南威爾斯州長

## 外部連結
- 雪梨大學商學院官方網站 （页面存档备份，存于）